# Торопов, Иван Григорьевич
Иван Григорьевич То́ропов (27 августа 1928 — 21 апреля 2011) — советский коми писатель.

## Биография
И. Г. Торопов родился 27 августа 1928 года в деревне Гурган Койгордской волости Сысольского уезда (ныне Республика Коми). После окончания семилетней школы работал статистиком, мастером лесопункта, трудился на сплаве. В 1953 году после демобилизации из армии Торопов стал корреспондентом и редактором Коми республиканского радиокомитета и заочно учился в Литературном институте имени А. М. Горького. С 1966 года работал литсотрудником и редактором журнала «Войвыв кодзув» (Северная звезда). Свою первую книгу прозы «Ныв локтіс пармаö» выпустил в 1964 году.
Известность в литературных кругах и признание читателей И. Г. Торопову принесли повести и рассказы «мелехинского цикла», во многом автобиографического характера. В своем творчестве писатель показал себя тонким наблюдательным лириком, умеющим убедительно рассказать о молодом человеке, вступающем в жизнь, трепетно любящем свою родную землю, её природу.
Жил в Сыктывкаре. Умер 21 апреля 2011 года.

## Творчество
По его повести «Ну, залётные» были поставлены спектакли в Государственном драматическом театре имени В. Савина и в Национальном музыкально-драматическом театре. С февраля 2000 года — академик Петровской академии наук и искусств.
Первая книга прозы И. Г. Торопова «Ныв локтіс пармаö» (Девушка пришла в парму) была издана в 1964 году. Всесоюзную известность получили повести и рассказы «мелехинского» цикла: «Проса рок» (Пшенная каша, 1966), «Шуриклы шыд» (Шуркин бульон, 1967), «Кöнi тэ, кар?» (Где ты, город?, 1967), «Регыд дас квайт» (Скоро шестнадцать, 1971), «Тіянлы водзö овны» (Вам жить дальше, 1975) и др., в которых прослеживается становление характера деревенского подростка Феди Мелехина в военные и послевоенные годы. В повести «Выль капитан» (Новый капитан, 1967), романе «Чужин кö мортöн» (Коль родился человеком, 1974) писатель поднимает нравственные проблемы современной жизни. Иван Торопов одним из первых обратился к экологической теме в повести «Арся сьыланкыв» (Осенняя песня) и пьесе «Дозмöр койт» (Глухариный выступ). Его произведения переведены на русский язык, языки народов России и иностранные языки. И. Г. Торопов — член Союза писателей СССР с 1969 года.

## Награды и премии
- Государственная премия РСФСР имени М. Горького (1984) — за цикл автобиографических рассказов и повестей «Вам жить дальше»
- заслуженный работник культуры Коми АССР (1978)
- Государственная премия Коми АССР имени И. А. Куратова (1972) — за книгу прозы «Где ты, город ?»
- 2-я премия ВЦСПС и СП СССР (1974) — за книгу «Глухариный выступ»
- народный писатель Республики Коми (1995)
- орден Дружбы народов (26.08.1988)
- орден «Знак Почёта»
- Орден Дружбы (2004)
- орден «За заслуги перед Отечеством» IV степени (2010)
- медаль «За доблестный труд в Великой Отечественной войне 1941-1945 гг.»

## Книги писателя
- «Ныв локтіс пармаö» («Девушка пришла в парму») 1964
- «Где ты, город?» (1972)
- «Проса рок» («Пшенная каша») (1966)
- «Шуриклы шыд» («Шуркин бульон») (1967)
- «Регыд дас квайт» («Скоро шестнадцать») (1971)
- «Тіянлы водзö овны» («Вам жить дальше») (1975)

«Ну,залётные!»